# イースX
『イースX -NORDICS-』（イーステン ノーディクス）は、2023年9月28日に日本ファルコムから発売されたアクションRPG「イースシリーズ」の第10作目。『イース10』とも表記される。
対応機種・プラットフォームはNintendo Switch（Switch）、PlayStation 4（PS4）、PlayStation 5（PS5）。
前作『イースIX』から4年振りの新作となる。
新規マップ・シナリオなどを追加実装したバージョンアップ版『イースX -PROUD NORDICS-』がNintendo Switch 2（Switch2）向け2025年7月31日に発売予定（PS5版の『イースVIII』『イースIX』リマスターと同時発売予定）。

## 概要
2022年11月10日に、イースシリーズ35周年を記念した最新作を、2023年9月期（2022年10月～9月）に発売する事が告知され、その後2022年12月15日にタイトル名が「イースX -NORDICS-」となる事が発表、プレサイトもオープンした。
バトルシステムは「イースVII」から前作「イースIX」まで続いていた3人パーティー制から一新し、2人のキャラを操作する「クロスアクション」が採用されている。
移動手段に関しても、今作は海が舞台となる事から操作可能な帆船が登場する。
他、メインビジュアルとなるイラストには、イラストレーター・toi8を迎えてる。
今作は直近までのPlayStationハード向けに自社開発し、後に他社による他ハードへの移植という開発手法を変え、最初にSwitch版を自社開発してその後でPS4・PS5の開発を行っている。
これは10作目という区切りに間口を広げる必要性を感じ、その為により若年層へ訴えかけられるハードとしてSwitchを候補に上げた為である。
また同時に若いユーザーに親しみやすい主人公とすべく、アドルの年齢設定・時系列を最も若い時期である「イースII」直後に設定する事が決まった。

## ゲームシステム
操作キャラクター後方からの第三者視点で展開されるアクションRPGとなっており、攻撃・ジャンプ・回避等を行う。
ゲームのシナリオとしては章立て構成を取っているが、前の章で訪れた場所は後でも再訪する事ができる。
また本作のアクションとして、下記のものがある。

### クロスアクション
本作では主人公であるアドルとカージャの2人を操作し、冒険を進めていく。
それぞれ「ソロモード」と「コンビモード」の二系統に分かれた操作を、シームレスに切り替えながら戦闘を行う。
ソロモード
アドルもしくはカージャのどちらか一人を操作し、操作しない側のキャラはAI操作となる。
アドル･カージャのどちらを操作するかは交代ボタンでいつでも変更可能。
ソロモードでは「ダッシュ」「スキル」「マナアクション」といった、機動性重視の動作が可能。
コンビモード
現在操作しているキャラに、もう一方のキャラが寄り添うように動き、双方の動きが連動する。
移動力は落ちるが2人分の攻撃を一点に集中出来る上、強力な「コンビスキル」が使用可能になり、攻撃力に優れている。
他にも、2人がかりでガードする事で一人ではガード出来ない攻撃をガードする事も可能となる。

### マナアクション
道中で獲得したアイテムや、イベントにより解禁される特殊アクション。
謎解きやギミック解除等に使用される他、戦闘中にも利用可能である。
マナライド
グリンブルボードに乗って、地上や水上を滑走するマナアクション。
他に宙に浮いているマナロードに沿った空中滑走も可能となる。
下り坂ではスピードが乗り当たった敵を吹き飛ばす事も出来るが、上り坂ではスピードが落ちてしまう。
マナストリング
ルニルの糸車から伸びる紐を特定箇所に引っ掛け、ワイヤーアクションを行ったり遠くの物を引き出すマナアクション。
敵に使用する事も可能で、その場合は自分を敵側に引き寄せる効果がある。
マナバースト
チャージ攻撃により、自分の周囲を一度に攻撃するマナアクション。
アドルとカージャで属性が異なり、アドルは炎、カージャは氷での攻撃となる。
炎は燃焼可能な障害物を燃やす事が出来、氷は水上で使うと氷のリフトを作る事が出来る。
マナセンス
ドルイドモノクルによる透視で、隠れている物を見つけ出すマナアクション。
他にも壁越しにいる敵も索敵出来る他、強化する事で周囲の時間を遅らせる効果も追加される。

### レリーズ・ライン
メニュー画面より選択可能な、キャラクターのステータス値を強化するアイテムをセットするシステム。
セット出来るアイテムの個数には上限があり、レベルアップにより上限が解放されていく。
また一定以上の上限解放時には、新たなコンビスキルが解放される事もある。

### 船舶操作
今作では海が舞台となり、船による移動と上陸してのキャラクター操作を交互に行う。
海上では会敵する事もあり、その場合は船に備え付けられた大砲等での海上戦を行う。
また一度船で訪れた場所にはファストトラベルも可能。
奪還戦
海上戦の中には敵に制圧された島の奪還を行う、奪還戦となるものもある。
海上戦から開始し、周囲の敵船を殲滅した後で島に上陸、陸上戦を行い最深部にいるボスを倒すと奪還成功となる。
奪還に成功すると、対象エリアの海図が明らかになる他、戦績によっては追加のレアアイテムも獲得出来る。

### フィッシング
「イースVIII」で搭載されていたフィッシングが本作で復活している。
今作では陸上で行う通常の釣りの他、船舶上で行うマグロ釣りが新たに追加された。

## あらすじ
本作は「イースII」の冒険の後、「イースIV」の舞台となるセルセタに向かう途中で起こった騒動からの冒険が描かれている。
イースシリーズは老年のアドルが記した冒険譚を元に作成したゲームという設定であり、本作はその内の一冊「北人の失楽園」をベースにしている。
前作「イースIX」でのアドルは24歳であるが、本作でのアドルは17歳となっている。
イースでの冒険を終えたアドルとドギは次なる冒険の地を目指し、同行を希望した医師フレアと共にエステリアの町を旅立ち、客船でセルセタへと向かっていった。
その途中、バルタ水軍と呼ばれる海賊に船を捕縛されてしまい、アドル達は近くの港町「カルナック」での足止めを余儀なくされる。
しかし程なくしてカルナックが謎の怪物の軍勢に襲われ、バルタ水軍の駐在所共々火の海に呑まれてしまう。
バルタ水軍の姫・カージャとカルナックの若者・グレンと共に廃船予定だった船舶・サンドラス号で脱出したアドル達は、謎の怪物達「グリーガー」との戦いに身を投じていく。

## 登場人物
アドル・クリスティン
声 - 梶裕貴
武器 - 片手剣、属性 - 炎
イースシリーズの主人公である、燃えるような髪と冒険心を秘めた瞳を持つ冒険家。
本作では17歳と若年ではあるが、イースでの冒険を経て剣の腕前と度胸は備わっている。
今作ではマナの力に目覚め、グリーガーを倒す事の出来る数少ない人物となる。
カージャ・バルタ
声 - Lynn
武器 - 手斧、属性 - 氷
バルタ水軍首領の一人娘で、手斧とラウンドシールドを携え荒々しい戦い方を行う。
アドルと同じく17歳であるが、7年前にマナの力に目覚めて以来グリーガーとの戦いに身を投じていた為、戦闘経験は豊富。
海賊らしく操舵や海洋知識に詳しく、初めて海を体験したアドルに色々な手解きを行う。